# UPLIFTかくかたりき
UPLIFTかくかたりき（アップリフトかくかたりき）は、ショウゲートの提供するラジオ番組のプロモーションのためのインターネットラジオ番組（ファーストシーズン時は当時の社名の「東芝エンタテインメント」名義）。キャララジオにて、ファーストシーズンが2006年10月13日から11月17日までの6週間限定で、毎週金曜日に配信された。約40分の番組。セカンドシーズンは2007年6月15日から7月6日まで4週にわたって配信。また、2008年1月11日からサードシーズンが開始されている。

## パーソナリティ
- 謎の人（UPLIFT）

## ファーストシーズン
2006年10月13日から11月17日まで配信。

### 第1週目
関連番組
- コヨーテ レディオショー
- RADIO京四郎

ゲスト
- 生天目仁美（声優）
- 下屋則子（声優）

エピソード

### 第2週目
関連番組
- 峠のラジオ

ゲスト
- 佐藤利奈（声優）
- 偽まる（プロデューサー）
- 水島努（監督）

エピソード
- Wikipedia内の「峠のラジオ」の項に関連エピソードがある。

### 第3週目
関連番組
- げんしけん インターネット裏ラジオ うらけん

ゲスト
- 池端隆史（演出・監督）
- 小林治（ライター）

エピソード

- 先の2週と異なり、終了した番組のパーソナリティを呼んでの収録のため、「素敵看板娘」収録後のスタジオを使用した。
- 中原麻衣・岩田光央のラジオネレイスでメインパーソナリティーを務めた岩田光央（声優）と、同ラジオで初めてラジオに挑戦した小清水亜美（声優）が、録音でコメントを寄せている。

### 第4週目
関連番組
- びん・かん ドクロちゃんねる

ゲスト
- 千葉紗子（声優）
- おかゆまさき（原作者）

エピソード
- この回と次の回のタイトルはどくろチャンネルスーパー（普段はドクロちゃんねると表記しているが再放送の際にどくろチャンネルと表記されていたのでどくろチャンネルが正式な表記だと思われる。）
- 放送当時と変わらぬ勢いでやった。
- 放送当時のクイズをおかゆまさきにだしたが1問も正解しなかった。
- やはりブースの外では 偽まる（プロデューサー）がゲラゲラ笑う声が響く。
- ドクロちゃんねるの2期が始まる1週間前の2007年3月20日に再放送された。（第5週目も再放送）
- 関連エピソードはびん・かん ドクロちゃんねるを参照。

### 第5週目
関連番組
- びん・かん ドクロちゃんねる

ゲスト
- 千葉紗子（声優）
- おかゆまさき（原作者）

エピソード
- ドクロちゃんねるの2期が始まる1週間前の2007年3月20日に再放送された。（第4週目も再放送）
- 2007年3月27日、ノーカット版の第5週目がi-revoで放送された。（通常版も引き続き放送）これにより、実はこの収録時点で、おかゆに対してどっきりが仕掛けられていたことが判明した。

### 第6週目
関連番組
- なし

ゲスト
- なし

エピソード
- UPLIFTひとり語りの番組は、「中原小麦のまじかるナースステーション24時間スペシャル」内の番組「UPLIFTの今日はここまで」以来だが、奇しくも収録したのは同じスタジオだった。

## セカンドシーズン
2007年6月15日から配信。構成は小林治が担当。

### 第1週目
関連番組
- デビルメイクライ

ゲスト
- 森川智之

エピソード

### 第2週目
ゲスト
- 田中公平

エピソード

### 第3週目
ゲスト
- 内藤泰弘（漫画家）

解説
- 筆谷芳行（雑誌編集者）
- 小林治（ライター）

エピソード

### 第4週目
ゲスト
- 斉藤友里子（ロフトプラスワン プロデューサー）

エピソード
7月6日配信分はランティス制作の「遠藤正明/きただにひろしの 漢二人でやってます」との2番組並行配信。

## サードシーズン
2008年1月11日から配信。諸事情により「UPLIFTかくかたりき・サードシーズン」は第1週目をもって終了。第2週より「英梨と聡美のHENTAIですか？　〜全国のタカヤさんをごひいきします★〜」が開始。第1回目のゲストに番組を乗っ取られるという正に庇を貸して母屋を盗られる状況となった。もちろん確信犯な出来レースだが。

### 第1週目
関連番組
- こはるびより

ゲスト
- 喜多村英梨
- 明坂聡美

エピソード

### 第2週目～第4週目
パーソナリティー
- 喜多村英梨
- 明坂聡美

エピソード
- 諸事情により番組名が「英梨と聡美のHENTAIですか？　〜全国のタカヤさんをごひいきします★〜」に変わり、パーソナリティも変更となった。